# Takuya Kuroda
Takuya Kuroda (黒田 卓也 Kuroda Takuya?, 21 de febrero 1980, en Ashiya, Hyōgo)
es un trompetista y productor de jazz japonés. Su música se ha definido como «excitante y brilante, con un toque de Dizzy Gillespie».

## Primeros años y carrera profesional
Takuya Kuroda dio sus primeros pasos en la música de la mano de su hermano mayor, trombonista, tocando en big bands locales. Tras estudiar música en Japón, Kuroda continuó su formación en la Berklee College of Music de Boston, Massachusetts, donde conoció a José James, cantante de jazz. Posteriormente, James invitaría a Kuroda a grabar en Blackmagic (2010) y No Beginning No End (2013) y colaboraría en la producción de Rising Son (2014).
Tras su paso por Berklee, Kuroda se graduó en 2006 en el programa de jazz y música contemporánea de The New School de Nueva York. Permaneció en la ciudad tocando con artistas como Junior Mance, Greg Tardy, Andy Ezrin, Jiro Yoshida, Akoya Afrobeat o Valery Ponomarev.
En 2020, colaboró con 44th Move (Alfa Mist y Richard Spaven) en su primer EP homónimo.

## Discografía
| Año  | Álbum             | Discográfica          |
| ---- | ----------------- | --------------------- |
| 2010 | Bitter & High     | Takuya Kuroda/CD Baby |
| 2011 | Edge              | Takuya Kuroda/CD Baby |
| 2012 | Six Aces          | Takuya Kuroda/P-Vine  |
| 2014 | Rising Son        | Blue Note             |
| 2016 | Zigzagger         | Concord Music         |
| 2020 | Fly Moon Die Soon | First Word Records    |